# Lago Manyč-Gudilo
Il lago Manyč-Gudilo (in russo Маныч-Гудило?), chiamato anche Bol'šoj Manyč (Большой Маныч) o Gudilo (Гудило), è un lago salato nel sud della Russia in Calmucchia, nel Territorio di Stavropol' e nell'oblast' di Rostov, situato al centro della depressione del Kuma-Manyč. Dopo la costruzione di una serie di strutture idrauliche negli anni Trenta, è diventato parte del bacino Proletarskoe sul fiume Manyč. Il lago ha una superficie variabile, in media di 344 km². I livelli più alti si registrano in marzo-maggio, i più bassi in ottobre-dicembre. 
La costa del lago è fortemente frastagliata, comprende estuari, baie grandi e piccole e pianure periodicamente allagate. La sponda settentrionale del lago è alta, ripida (fino a 10-15 m nella parte centrale), quella meridionale è in leggera pendenza.
Il lago si trova su argilla salina, quindi la sua acqua è altamente mineralizzata. La salinità del lago dipende dal volume di acqua dolce che scorre lungo i fiumi Egorlyk (che scarica nel bacino Proletarskoe) e Kalaus (affluente del Manyč occidentale). Sfociano direttamente nel lago i fiumi: Džalga, Chagin-Sala, Voločajka e Čikalda.

## Isole
Il lago ha diverse isole. I più grandi sono Vodnyj e Ptičij che si trovano nella parte nord-occidentale del lago. Attualmente, a causa dell'aumento della mineralizzazione e dell'abbassamento del livello del lago, il numero e l'area delle isole sono in aumento. Alcune delle isole che si trovavano al largo della costa del lago scompaiono, fondendosi con la terraferma.
- Vodnyj è lunga 12 km e larga fino a 4 km. Una mandria di cavalli selvatici vive sull'isola da più di 50 anni. La mandria libera è una delle attrazioni della riserva «Rostovskij».[4]

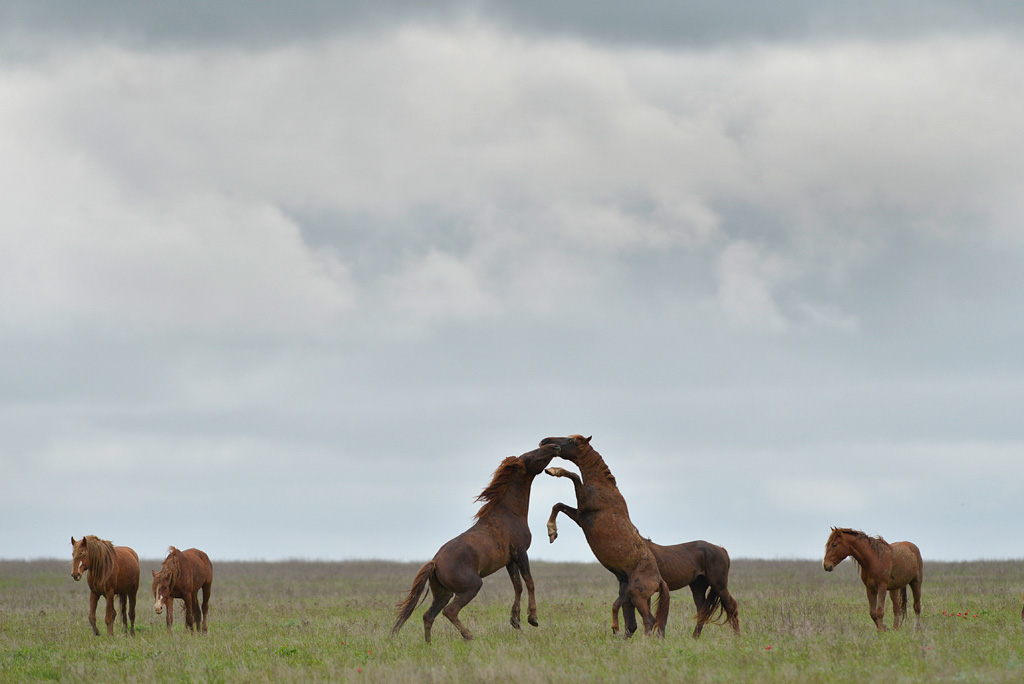
I cavalli dell'isola Vodnyj

- Ptičij è lunga 100 m e larga fino a 20 m. Vi cresce la canna, che indica la presenza di sorgenti d'acqua dolce sull'isola. Nidificano sull'isola: la spatola bianca, il gabbiano del Caspio, la garzetta, il cigno reale, talvolta il pellicano dalmatico e altre specie di uccelli.[4]

## Ambiente
Nel 1995, nella parte occidentale del lago Manyč-Gudilo è stata creata la riserva naturale «Rostovskij», la cui sezione insulare, con una superficie di 4 591 ettari, comprendeva 2 grandi isole e la zona acquatica del lago. Nel 1996, con decreto del governo della Federazione Russa n. 562, la parte calmucca della riserva naturale «Manyč-Gudilo» con un'area di 27,6 mila ettari è stata inclusa nella riserva della biosfera «Čërnye zemli» (riserva delle Terre Nere) e ne è diventata la sezione ornitologica. 
Nella maggior parte dell'area acquatica del bacino Proletarskoe è organizzata la zona umida «Lago Manyč-Gudilo» (area approssimativa 112,6 mila ettari), che è inclusa nell'elenco della Convenzione di Ramsar sulle zone umide di importanza internazionale.